# 岩木勇一郎
岩木 勇一郎（いわき ゆういちろう、1973年12月23日 -）は、日本の経営者。映画監督・プロデューサー。愛知県瀬戸市出身。HAL名古屋校卒業。株式会社スピード代表取締役社長。株式会社白組プロデューサー。株式会社活劇座役員。趣味はクラシックカーの運転とキャンプ。視力2.5。

## 経歴
トランペット演奏やバンド活動を行った後、家業を継ぐため会社員をしていたが、趣味である音楽と映像を仕事にしようと1999年HAL名古屋校CG学科に入学。在学中から映像制作会社でCGデザイナーとして働き、卒業後は株式会社白組に転職。映画、音楽、ゲーム、CM、VR等の映像企画制作を行っている他、母校HALの特別講義や地元瀬戸市の「Seto CG Kid's Program」で講師も務めている。CG・プログラム等デジタルに関する教育を得意とし、講義のほか、芸術科学会 NICOGRAPH2019 などの基調講演、起業セミナー、ベンチャー・スタートアップイベントや施設などのメンターまで多岐に渡る。
CGではHALの2008年度TVCMには岩木が手がけた『ARMORED CORE for Answer』のゲームムービーが使用されている。ゲームや映画のほか、音楽では2010年 ロックバンド、DIR EN GREYの武道館のライブと舞台裏でのメンバーを追った映画劇場版DIR EN GREY -UROBOROS-監督。2013年 劇場版BUCK-TICK 〜バクチク現象〜 監督、2016年 劇場版SA サンキューコムレイズ、2020年映画 人間椅子 バンド生活三十年、劇場版BUCK-TICK バクチク現象 - New World - I II 監督。ミュージックビデオの監督としては、BUCK-TICK、Charisma.com、THE MORTAL、SA等の作品を手掛けている。VRワンダーポッド、東海オンエアXR、AR、プロジェクションマッピング作品も企画製作する。デジタルコンテンツ推進「DIGITAL ANIMATION TUBE！」、既存産業×デジタル「warasibE」主宰。エンターテインメントの他、リハビリ・医療など既存産業への展開も行なっている。
2020年、モーションキャプチャースタジオ「モーキャプスタジオ５５」を株式会社活劇座と協業で設立、VR/AR体験型施設「スピードXR」設立。

## 作品

### ゲームムービー
- モンスターハンターワールド：アイスボーン
- ニンジャボックス
- ディバインゲート零
- 仮面ライダー クライマックスファイターズ
- Wizardry Online
- 戦の海賊
- アーマード・コア フォーアンサー
- DARK SOULS
- Never Dead
- モンスターハンター ストーリーズ

### VR
- 東海オンエアXR 監督
- PEACH BOOTY G 監督
- BUCK-TICK オペラグラスライブ 監督
- AniMaking Dive in 活劇座！
- Toyota Safety Sense 安全機能訴求VR
- ワンダーポッド 企画製作

### CM
- 仮面ライダー クライマックススクランブル ジオウ
- 桃太郎電鉄WORLD
- 桃太郎伝説モバイル
- 映画 妖怪ウォッチ 2016予告 劇場CM

### テレビ・アニメ
- オメテオトル≠HERO
- アイドル×戦士 ミラクルちゅーんず! VFX
- SA突撃!  Attack from Japan! 全米ツアーの全記録!
- 星新一 ショートショート
- 参乗合体 トランスフォーマーGo!

### パッケージ
- CALLIN'YOU Derived from the BEYOND I TOUR
- DEZERT SPECIAL LIVE 2020 “The Today” LINE CUBE SHIBUYA （渋谷公会堂）　監督
- DEZERT SPECIAL LIVE 2022 in 日比谷野外大音楽堂 “The Walkers”　監督

### 映画
- 天気の子 3DCG
- 猫企画 プロデューサー
- パンク侍、斬られて候 3DCG Animation
- 妖怪ウォッチ 空飛ぶクジラとダブル世界の大冒険だニャン! VFX
- 劇場版DIR EN GREY -UROBOROS- "09""10" 監督
- 劇場版 BUCK-TICK 〜バクチク現象〜 I II 監督
- 劇場版SA サンキューコムレイズ 〜UNDER THE FLAG〜  〜UNDER THE SKY〜 監督
- BUCK-TICK～CLIMAX TOGETHER～ON SCREEN 1992-2016
- 映画 人間椅子 バンド生活三十年 監督
- 劇場版BUCK-TICK バクチク現象 - New World - I II 監督

### ミュージックビデオ
- BUCK-TICK 絶望という名の君へ 監督
- 和楽器バンド×HALプロジェクト プロデューサー
- BUCK-TICK 凍える 監督
- DracoVirgo 阿弥陀の糸 hanaichimonme 監督
- SA 赤い光の中へ 監督
- THE MORTAL Mortal,PAIN DROP,天使,ギニョル,夢 監督
- Charisma.com こんがらガール 監督
- Dorothy Little Happy sky traveler 監督

### PV
- UNHCR Youth with Refugees Art ContestUNHCR ユース難民アートコンテスト
- 仮面ライダー クライマックススクランブル ジオウ
- VALKYRIE CONNECT
- 少女☆歌劇 レヴュースタァライト -Re LIVE-
- Favo Square（ファボ スクエア）株式会社NTTドコモ 監督
- LET IT DIE TGS Trailer 監督
- ＋Style ソフトバンク株式会社 監督

### プロジェクションマッピング
- トヨタ博物館 世界自動車博物館会議 プロジェクションマッピング CG花火　監督